# Poa kumgansanii
Poa kumgansanii är en gräsart som beskrevs av Jisaburo Ohwi. Poa kumgansanii ingår i släktet gröen, och familjen gräs. Inga underarter finns listade i Catalogue of Life.